# Vaneyellidae
Famille
Les Vaneyellidae sont une famille d'holothuries (concombres de mer) de l'ordre des Dendrochirotida.

## Description et caractéristiques
Ces holothuries sont pourvues de 15 à 20 tentacules buccaux (sauf chez Psolidothuria, espèces minuscules pourvues de seulement huit tentacules). De petite taille, leur corps, en forme de « U », est protégé par des sclérites calcaires emboîtées formant une armure, à la manière du test des oursins. 

## Liste des genres
Selon World Register of Marine Species (4 juin 2014), cette famille compte sept espèces réparties en trois genres :
- genre Mitsukuriella Heding & Panning, 1954
  - Mitsukuriella inflexa (Koehler & Vaney, 1908)
  - Mitsukuriella squamulosa (Mitsukuri, 1912)
  - Mitsukuriella unusordo Massin & Hendrickx, 2011
- genre Psolidothuria Thandar, 1998
  - Psolidothuria octodactyla Thandar, 1998
  - Psolidothuria yasmeena Thandar, 2006
- genre Vaneyella Heding & Panning, 1954
  - Vaneyella dactylica (Ohshima, 1915)
  - Vaneyella digitata (Koehler & Vaney, 1910)